# Campeonato colombiano 1976
El Campeonato colombiano 1976 fue el vigésimo noveno (29°) torneo de la primera división del fútbol profesional Colombiano en la historia Mundial.
Este campeonato constó de una serie de todos contra todos, además de un Hexagonal final para definir el campeón de la temporada. Atlético Nacional se coronó campeón por tercera vez en la historia frente al Deportivo Cali; Miguel Ángel Converti fue el máximo anotador. 

## Desarrollo
Se jugaron dos torneos:
- Apertura: Ida y vuelta, todos contra todos (26 fechas). Los dos primeros clasifican al hexagonal final.

- Finalización: Dos grupos, donde los primeros siete del torneo Apertura conformaron el grupo A y los últimos 7 el grupo B, cada equipo jugaba ida y vuelta con los de su grupo (12 fechas), uno contra cada equipo del otro grupo de local o visitante (7 Fechas) y con una pareja del otro grupo de local y visitante (dos fechas), en total 21 Fechas en el finalización. Con la pareja del grupo contrario oficiaba de local dos veces el equipo del grupo B, y solo una el del grupo A.

- Parejas: Cali-América, Nacional-Medellín, Millonarios-Quindío, Once Caldas-Pereira, Santa Fe-Tolima, Junior-U. Magdalena, Cúcuta Deportivo-Bucaramanga.

- Final: Los dos primeros del apertura, el primero de cada grupo del finalización, más los 2 mejores ubicados en la reclasificación, Apertura + Finalización, clasifican a un hexagonal, donde juegan todos contra todos (10 Fechas), el primero obtiene el título.

## Datos de los clubes
| Equipo                 | Departamento       | Ciudad       |
| ---------------------- | ------------------ | ------------ |
| América de Cali        | Valle del Cauca    | Cali         |
| Atlético Bucaramanga   | Santander          | Bucaramanga  |
| Atlético Nacional      | Antioquia          | Medellín     |
| Cúcuta Deportivo       | Norte de Santander | Cúcuta       |
| Deportes Quindío       | Quindío            | Armenia      |
| Deportes Tolima        | Tolima             | Ibagué       |
| Deportivo Cali         | Valle del Cauca    | Cali         |
| Deportivo Pereira      | Risaralda          | Pereira      |
| Independiente Medellín | Antioquia          | Medellín     |
| Junior                 | Atlántico          | Barranquilla |
| Millonarios            | Bogotá, D. C.      | Bogotá       |
| Once Caldas            | Caldas             | Manizales    |
| Independiente Santa Fe | Bogotá, D. C.      | Bogotá       |
| Unión Magdalena        | Magdalena          | Santa Marta  |

## Torneo Apertura
| Pos. | Equipo                 | Pts. | PJ | G  | E  | P  | GF | GC | Dif. | Clasificación                         |
| ---- | ---------------------- | ---- | -- | -- | -- | -- | -- | -- | ---- | ------------------------------------- |
| 1    | Millonarios            | 37   | 26 | 15 | 7  | 4  | 49 | 22 | +27  | Desempate, Grupo A y Hexagonal final. |
| 2    | Junior                 | 37   | 26 | 16 | 5  | 5  | 35 | 17 | +18  | Desempate, Grupo A y Hexagonal final. |
| 3    | Deportivo Cali         | 29   | 26 | 11 | 7  | 8  | 35 | 28 | +7   | Grupo A.                              |
| 4    | Atlético Nacional      | 27   | 26 | 11 | 5  | 10 | 30 | 24 | +6   | Grupo A.                              |
| 5    | Santa Fe               | 27   | 26 | 8  | 11 | 7  | 25 | 26 | −1   | Grupo A.                              |
| 6    | Once Caldas            | 26   | 26 | 11 | 4  | 11 | 34 | 34 | 0    | Grupo A.                              |
| 7    | Cúcuta Deportivo       | 26   | 26 | 8  | 10 | 8  | 24 | 28 | −4   | Grupo A.                              |
| 8    | Atlético Bucaramanga   | 25   | 26 | 8  | 9  | 9  | 26 | 28 | −2   | Grupo B.                              |
| 9    | Unión Magdalena        | 24   | 26 | 9  | 6  | 11 | 27 | 29 | −2   | Grupo B.                              |
| 10   | Deportivo Pereira      | 23   | 26 | 7  | 9  | 10 | 29 | 35 | −6   | Grupo B.                              |
| 11   | Independiente Medellín | 22   | 26 | 7  | 8  | 11 | 23 | 37 | −14  | Grupo B.                              |
| 12   | Deportes Tolima        | 21   | 26 | 6  | 9  | 11 | 23 | 35 | −12  | Grupo B.                              |
| 13   | Deportes Quindío       | 20   | 24 | 4  | 12 | 8  | 29 | 37 | −8   | Grupo B.                              |
| 14   | América de Cali        | 20   | 26 | 9  | 2  | 15 | 34 | 43 | −9   | Grupo B.                              |

 Fuente: Rsssf

### Resultados
| Apertura 1976          | AME | BUC | CAL | CUC | JUN | MAG | DIM | MIL | NAL | ONC | PER | QUI | SFE | TOL |
| América de Cali        |     | 2:1 | 2:1 | 1:0 | 2:1 | 0:1 | 3:2 | 3:4 | 2:1 | 2:0 | 1:2 | 1:0 | 1:1 | 2:1 |
| Bucaramanga            | 1:0 |     | 1:1 | 1:0 | 1:3 | 1:0 | 1:1 | 0:2 | 1:1 | 4:2 | 2:0 | 3:0 | 2:2 | 1:0 |
| Deportivo Cali         | 1:0 | 0:1 |     | 0:1 | 0:2 | 2:0 | 3:0 | 1:1 | 2:1 | 2:0 | 1:5 | 3:2 | 1:1 | 4:0 |
| Cúcuta Deportivo       | 3:0 | 1:1 | 1:1 |     | 2:1 | 0:0 | 1:0 | 0:1 | 1:1 | 1:2 | 2:1 | 1:0 | 0:0 | 2:1 |
| Atlético Junior        | 2:1 | 3:1 | 2:2 | 2:0 |     | 1:0 | 2:0 | 1:0 | 1:0 | 1:0 | 1:0 | 2:0 | 1:1 | 1:1 |
| Unión Magdalena        | 3:2 | 3:0 | 1:2 | 0:2 | 0:2 |     | 2:0 | 0:2 | 2:1 | 3:1 | 2:1 | 1:1 | 2:0 | 2:0 |
| Medellín               | 1:0 | 1:1 | 0:1 | 3:1 | 1:0 | 0:0 |     | 2:2 | 1:4 | 0:2 | 1:1 | 1:3 | 1:0 | 1:0 |
| Millonarios            | 3:0 | 1:1 | 0:0 | 6:0 | 2:0 | 2:1 | 6:1 |     | 1:0 | 2:1 | 2:1 | 1:1 | 2:0 | 1:2 |
| Atlético Nacional      | 2:1 | 1:0 | 2:0 | 0:0 | 0:1 | 4:1 | 1:0 | 2:0 |     | 2:1 | 2:0 | 2:1 | 1:1 | 0:0 |
| Once Caldas            | 3:2 | 1:0 | 2:1 | 1:1 | 0:0 | 1:0 | 1:1 | 2:1 | 2:1 |     | 3:0 | 3:2 | 0:1 | 4:0 |
| Deportivo Pereira      | 3:2 | 1:0 | 0:2 | 1:1 | 2:2 | 1:1 | 0:0 | 2:3 | 1:0 | 1:0 |     | 0:0 | 1:1 | 1:1 |
| Deportes Quindío       | 2:2 | 1:1 | 1:1 | 2:1 | 0:2 | 1:0 | 0:2 | 0:0 | 3:0 | 2:2 | 1:1 |     | 2:2 | 2:2 |
| Independiente Santa Fe | 2:1 | 0:0 | 1:0 | 2:2 | 1:0 | 1:1 | 1:2 | 0:3 | 0:1 | 3:0 | 2:0 | 1:0 |     | 1:0 |
| Deportes Tolima        | 2:1 | 1:0 | 1:3 | 0:0 | 0:1 | 1:1 | 1:1 | 1:1 | 1:0 | 1:0 | 2:3 | 2:2 | 2:0 |     |

### Desempate Apertura
| Fecha                                                     | Ciudad       | Equipo local | Resultado | Equipo visitante |
| --------------------------------------------------------- | ------------ | ------------ | --------- | ---------------- |
| 18 de julio                                               | Barranquilla | Junior       | 4 - 1     | Millonarios      |
| 20 de julio                                               | Bogotá       | Millonarios  | 4 - 1     | Junior           |
| Junior ganador del Torneo Apertura por sorteo televisado. |              |              |           |                  |

## Torneo Finalización

### Grupo A
| Pos. | Equipo            | Pts. | PJ | G  | E  | P  | GF | GC | Dif. | Clasificación    |
| ---- | ----------------- | ---- | -- | -- | -- | -- | -- | -- | ---- | ---------------- |
| 1    | Deportivo Cali    | 26   | 21 | 11 | 4  | 6  | 43 | 35 | +8   | Hexagonal final. |
| 2    | Atlético Nacional | 26   | 21 | 10 | 6  | 5  | 38 | 18 | +20  |                  |
| 3    | Millonarios       | 26   | 21 | 8  | 10 | 3  | 40 | 29 | +11  |                  |
| 4    | Once Caldas       | 23   | 21 | 9  | 5  | 7  | 34 | 28 | +6   |                  |
| 5    | Santa Fe          | 21   | 21 | 8  | 5  | 8  | 24 | 26 | −2   |                  |
| 6    | Junior            | 20   | 21 | 6  | 8  | 7  | 27 | 28 | −1   |                  |
| 7    | Cúcuta Deportivo  | 15   | 21 | 4  | 7  | 10 | 23 | 37 | −14  |                  |

 Fuente: Rsssf

### Grupo B
| Pos. | Equipo                 | Pts. | PJ | G | E  | P  | GF | GC | Dif. | Clasificación    |
| ---- | ---------------------- | ---- | -- | - | -- | -- | -- | -- | ---- | ---------------- |
| 1    | Deportes Quindío       | 25   | 21 | 7 | 11 | 3  | 28 | 22 | +6   | Hexagonal final. |
| 2    | Independiente Medellín | 22   | 21 | 8 | 6  | 7  | 32 | 32 | 0    |                  |
| 3    | Atlético Bucaramanga   | 21   | 21 | 7 | 7  | 7  | 22 | 27 | −5   |                  |
| 4    | Unión Magdalena        | 20   | 21 | 4 | 12 | 5  | 23 | 24 | −1   |                  |
| 5    | América de Cali        | 19   | 21 | 6 | 7  | 8  | 28 | 28 | 0    |                  |
| 6    | Deportivo Pereira      | 19   | 21 | 5 | 9  | 7  | 26 | 33 | −7   |                  |
| 7    | Deportes Tolima        | 15   | 21 | 4 | 7  | 10 | 18 | 39 | −21  |                  |

 Fuente: Rsssf

### Resultados
| Finalización 1976      | AME | BUC     | CAL     | CUC | JUN | MAG     | DIM     | MIL     | NAL | ONC     | PER | QUI | SFE | TOL     |
| América de Cali        |     | 2:0     | 0:2 3:1 | 2:0 | 3:0 | 1:1     | 3:1     | 0:1     |     |         | 1:1 | 2:3 |     | 2:2     |
| Atlético Bucaramanga   | 2:0 |         | 3:2     | 2:0 |     | 1:1     | 2:6     | 2:2     | 0:3 |         | 2:0 | 2:2 | 1:1 | 1:0     |
| Deportivo Cali         | 3:2 |         |         | 3:2 | 3:1 |         | 4:0     | 1:1     | 2:6 | 4:2     | 1:1 |     | 2:1 | 4:0     |
| Cúcuta Deportivo       |     | 0:0 2:0 | 1:3     |     | 1:1 | 3:0     |         | 2:2     | 0:0 | 4:2     |     | 1:1 | 1:1 |         |
| Atlético Junior        |     | 1:1     | 5:1     | 3:3 |     | 1:0 2:2 |         | 2:2     | 1:0 | 1:0     | 1:0 |     | 3:1 |         |
| Unión Magdalena        | 1:0 | 0:0     | 1:2     |     | 2:2 |         | 1:1     |         | 3:2 | 0:0     | 3:1 | 0:2 | 0:1 | 3:0     |
| Independiente Medellín | 0:1 | 1:0     |         | 3:1 | 2:1 | 1:1     |         |         | 1:1 | 1:0     | 6:1 | 1:1 | 2:1 | 1:0     |
| Millonarios            |     |         | 1:1     | 4:0 | 1:0 | 2:2     | 2:1     |         | 1:4 | 0:1     | 1:1 | 1:1 | 1:0 |         |
| Atlético Nacional      | 2:2 |         | 0:1     | 3:0 | 1:0 |         | 2:1 6:0 | 2:1     |     | 1:1     |     |     | 1:0 | 3:0     |
| Once Caldas            | 1:0 | 2:0     | 2:1     | 4:1 | 4:2 |         |         | 2:3     | 2:0 |         | 2:2 | 1:0 | 3:0 |         |
| Deportivo Pereira      | 0:0 | 0:1     |         | 1:0 |     | 0:0     | 3:2     |         | 2:1 | 2:2 1:1 |     | 5:2 | 1:2 | 1:0     |
| Deportes Quindío       | 4:1 | 1:0     | 2:2     |     | 0:0 | 0:0     | 0:0     | 2:2 1:1 | 0:0 |         | 3:1 |     |     | 2:0     |
| Independiente Santa Fe | 1:1 |         | 1:0     | 2:0 | 1:0 |         |         | 3:5     | 0:0 | 2:1     |     | 2:0 |     | 3:1 1:1 |
| Deportes Tolima        | 2:2 | 1:2     |         | 0:1 | 0:0 | 2:2     | 1:1     | 1:6     |     | 3:1     | 2:2 | 0:1 | 2:0 |         |

## Reclasificación
Los dos mejores equipos sin incluir a los dos primeros del torneo apertura y los líderes del Grupo A y B del finalización clasifican al hexagonal final.
| Pos. | Equipo                 | Pts. | PJ | G  | E  | P  | GF | GC | Dif. | Clasificación                |
| ---- | ---------------------- | ---- | -- | -- | -- | -- | -- | -- | ---- | ---------------------------- |
| 1    | Millonarios            | 63   | 47 | 23 | 17 | 7  | 89 | 51 | +38  | Clasificados en el Apertura. |
| 2    | Junior                 | 57   | 47 | 22 | 13 | 12 | 62 | 45 | +17  | Clasificados en el Apertura. |
| 3    | Deportivo Cali         | 55   | 47 | 22 | 11 | 14 | 78 | 63 | +15  | Clasificado por el grupo A.  |
| 4    | Atlético Nacional      | 53   | 47 | 21 | 11 | 15 | 68 | 42 | +26  | Hexagonal final.             |
| 5    | Once Caldas            | 49   | 47 | 20 | 9  | 18 | 68 | 62 | +6   | Hexagonal final.             |
| 6    | Santa Fe               | 48   | 47 | 16 | 16 | 15 | 49 | 52 | −3   |                              |
| 7    | Atlético Bucaramanga   | 46   | 47 | 15 | 16 | 16 | 48 | 55 | −7   |                              |
| 8    | Deportes Quindío       | 45   | 47 | 11 | 23 | 13 | 57 | 59 | −2   | Clasificado por el grupo B.  |
| 9    | Unión Magdalena        | 44   | 47 | 13 | 18 | 16 | 50 | 53 | −3   |                              |
| 10   | Independiente Medellín | 44   | 47 | 15 | 14 | 18 | 55 | 69 | −14  |                              |
| 11   | Deportivo Pereira      | 42   | 47 | 12 | 18 | 17 | 55 | 68 | −13  |                              |
| 12   | Cúcuta Deportivo       | 41   | 47 | 12 | 17 | 18 | 47 | 65 | −18  |                              |
| 13   | América de Cali        | 39   | 47 | 15 | 9  | 23 | 62 | 71 | −9   |                              |
| 14   | Deportes Tolima        | 32   | 47 | 8  | 16 | 23 | 41 | 74 | −33  |                              |

 Fuente: Rsssf

## Hexagonal final
| Pos. | Equipo            | Pts. | PJ | G | E | P | GF | GC | Dif. | Clasificación                   |
| ---- | ----------------- | ---- | -- | - | - | - | -- | -- | ---- | ------------------------------- |
| 1    | Atlético Nacional | 14   | 10 | 6 | 2 | 2 | 20 | 7  | +13  | Campeón y Copa Libertadores.    |
| 2    | Deportivo Cali    | 12   | 10 | 5 | 2 | 3 | 23 | 15 | +8   | Subcampeón y Copa Libertadores. |
| 3    | Millonarios       | 12   | 10 | 5 | 2 | 3 | 15 | 11 | +4   |                                 |
| 4    | Junior            | 11   | 10 | 5 | 1 | 4 | 15 | 15 | 0    |                                 |
| 5    | Once Caldas       | 7    | 10 | 3 | 1 | 6 | 14 | 21 | −7   |                                 |
| 6    | Deportes Quindío  | 4    | 10 | 1 | 2 | 7 | 7  | 25 | −18  |                                 |

 Fuente: Rsssf
| Final 1976        | CAL | JUN | MIL | NAL | ONC | QUI |
| Deportivo Cali    |     | 5:1 | 2:1 | 2:4 | 5:3 | 6:1 |
| Atlético Junior   | 0:0 |     | 1:0 | 4:2 | 2:0 | 3:0 |
| Millonarios       | 1:0 | 2:0 |     | 1:0 | 3:1 | 3:2 |
| Atlético Nacional | 3:0 | 2:0 | 0:0 |     | 1:0 | 6:0 |
| Once Caldas       | 1:3 | 3:1 | 3:3 | 0:2 |     | 1:0 |
| Deportes Quindío  | 0:0 | 1:3 | 2:1 | 0:0 | 1:2 |     |

|                                       |
| Bandera de Colombia                   |
| Campeón Atlético Nacional 3.er título |

## Goleadores
| Jugador                    | Equipo         | Goles |
| -------------------------- | -------------- | ----- |
| Miguel Ángel Converti      | Millonarios    | 33    |
| Oswaldo Marcial Palavecino | Once Caldas    | 31    |
| Alberto de Jesús Benítez   | Deportivo Cali | 28    |